# 庄内町営バス
庄内町営バス（しょうないちょうえいバス）は、山形県東田川郡庄内町にて運行しているコミュニティバスである。合併後の庄内町が、旧立川町の町営バスと、旧余目町の地域バスとを引き継いだものである。

## 沿革
- 1983年10月1日 - 立川町営バス役場前 - 北月山荘、清川 - 瀬場間運行開始（庄内交通清川 - 瀬場間の廃止代替）。
  - 運行形態は、自家用自動車（白ナンバー車）による有償運送であった。
- 2002年4月15日？ - 余目町地域バス運行開始。
  - 運行形態は、自家用自動車（白ナンバー車）による有償運送（いわゆる80条バス）であった。
- 2005年7月1日 - 立川町と余目町との合併による庄内町の発足に伴い、「町営バス」「地域バス」のまま庄内町に引き継がれる。
- 2006年2月27日 - 旧「町営バス」、「地域バス」を統合、庄内町営バスとして一元化。
  - 旧町営バス路線は、立川庁舎 - 役場西庁舎間を延長。
  - 旧地域バス路線のうち、第3コースは立川地域の千本杉、桑田、立川庁舎も経由地に加える。

## 概要
- 幹線路線は旧「立川町営バス」、循環路線は旧「余目町地域バス」の路線を引き継いだものである。
  - 立川町営バスは元々廃止代替バスとして運行開始したが、庄内町への合併後に旧余目町域に路線延長したことで、合併前の旧町間を結ぶコミュニティバスの性格も持つようになった。
- 料金は、幹線路線は余目、狩川・清川、立谷沢の各地域単位による100円刻みでの区間制で、循環路線は100円均一。
  - 小学生及び65 - 69歳は半額、未就学児、70歳以上の高齢者、障害者及びその介護者は無料。
  - 回数券（11枚綴りで10回分の値段）、定期券（普通用、通学用、片道用（通学のみ）それぞれ1ヶ月用、3ヶ月用）もある。
- 立谷沢余目線は、12/31 - 1/3は運休。小出新田循環線、家根合循環線は火曜・木曜・土曜・日曜・祝祭日・12/31 - 1/5は運休。狩川循環線、平岡循環線は月曜・水曜・金曜・日曜・祝祭日・12/31 - 1/5は運休。
- 運行形態は、自家用自動車（白ナンバー車）による有償運送である。

## 路線
以下の路線がある。　※2008年7月1日現在
幹線路線
立谷沢余目線
- （鉢子経由）北月山荘 - 瀬場 - 木の沢 - 鉢子 - 生繰沢橋 - 清河八郎記念館 - 清川駅前 - 狩川駅 - 役場立川庁舎前 - 南野 - 余目駅前 - 役場西庁舎
- （中村経由）北月山荘 - 瀬場 - 木の沢 - 中村 - 生繰沢橋 - 清河八郎記念館 - 清川駅前 - 狩川駅 - 役場立川庁舎前 - 南野 - 余目駅前 - 役場西庁舎

循環路線
小出新田循環線（1コース）　※1便目の経路、2便以降は起終点や循環方向が違う
- 余目保健センター - 役場 - 駅前 - 東一番町 - 小出新田 - 沢新田 - 南野 - 中野 - アピア - 駅前 - 東一番町

家根合循環線（2コース）
- 余目保健センター - （駅前 - 東一番町 - ）常万 - 大野 - 茗荷瀬 - 南口 - 家根合 - 西野 - 下朝丸（ - 駅前 - 東一番町）

狩川循環線（3コース）　※1便目の経路、2便以降は起終点や循環方向が違う
- 余目保健センター - 上朝丸 - 吉岡 - 西袋駅前 - 本小野方 - 千本杉 - 立川庁舎 - 前田野目 - 近江新田 - 吉岡 - アピア - 駅前 - 東一番町

平岡循環線（4コース）
- 余目保健センター - （駅前 - 東一番町 - ）上堀野 - 福原 - 堤興屋 - 跡（ - 駅前 - 東一番町 - 表町）

合併前の旧町当時の車両・バス停
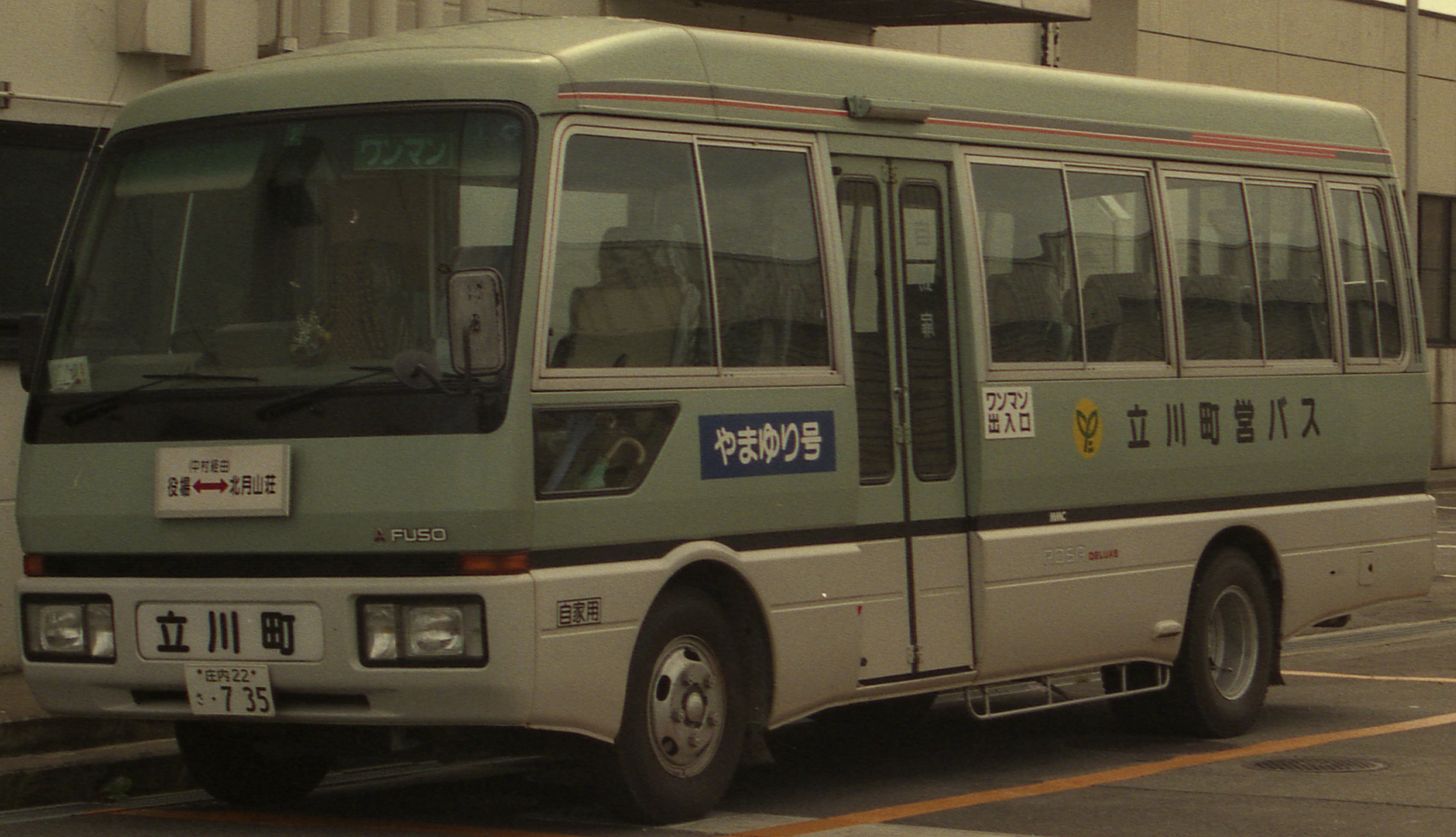
立川町営バス当時の車両
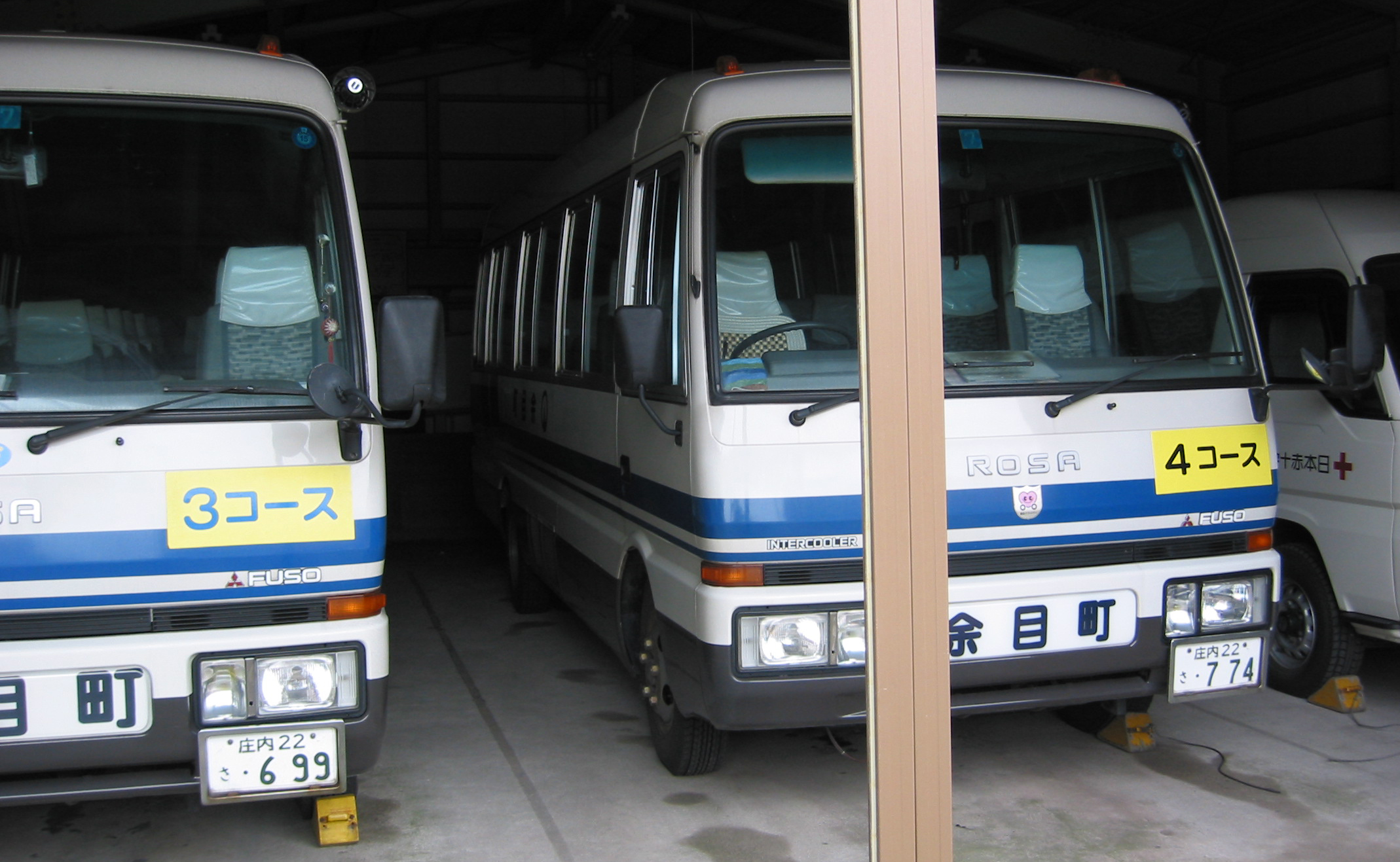
余目町地域バス当時の車両
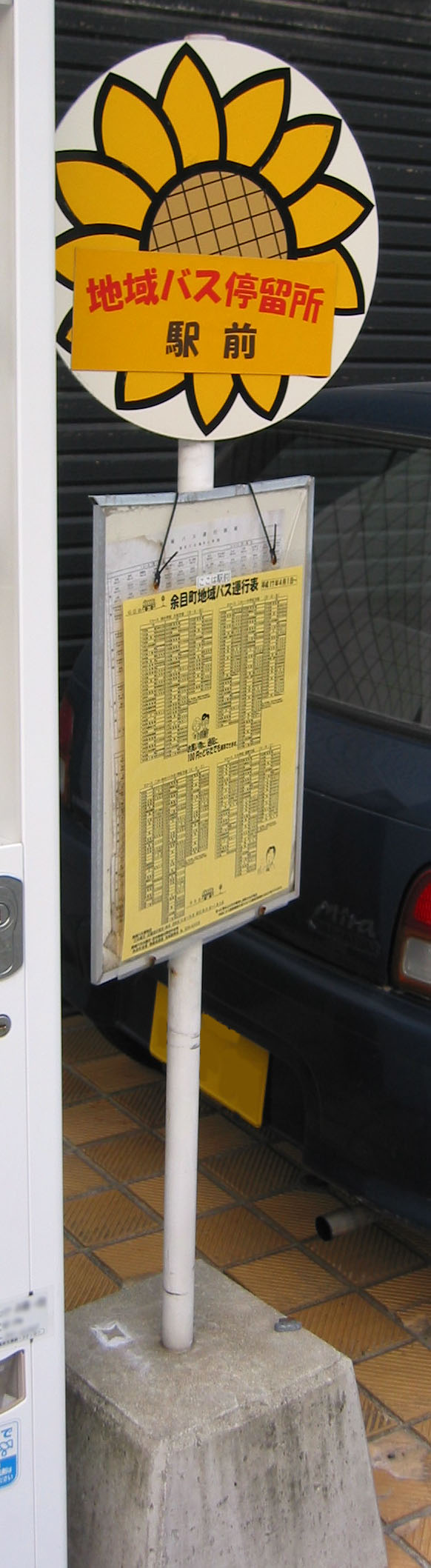
余目町地域バス当時のバス停